# 邦德维尔圣母镇
邦德维尔圣母镇（法語：Notre-Dame-de-Bondeville，法語發音：[nɔtʁ dam də bɔ̃dvil]）是法国滨海塞纳省的一个市镇，属于鲁昂区。

## 地理
邦德维尔圣母镇（49°29'18"N, 1°2'54"E）面积6.28 平方千米，位于法国诺曼底大区滨海塞纳省，该省份为法国北部沿海省份，其西部及北部濒大西洋英吉利海峡，东起顺时针与索姆省、瓦兹省、厄尔省和卡爾瓦多斯省接壤。
与邦德维尔圣母镇接壤的市镇（或旧市镇、城区）包括：代维尔莱鲁昂、勒乌尔姆、乌普维尔、马罗姆、蒙圣艾尼昂、圣让迪卡尔多奈。

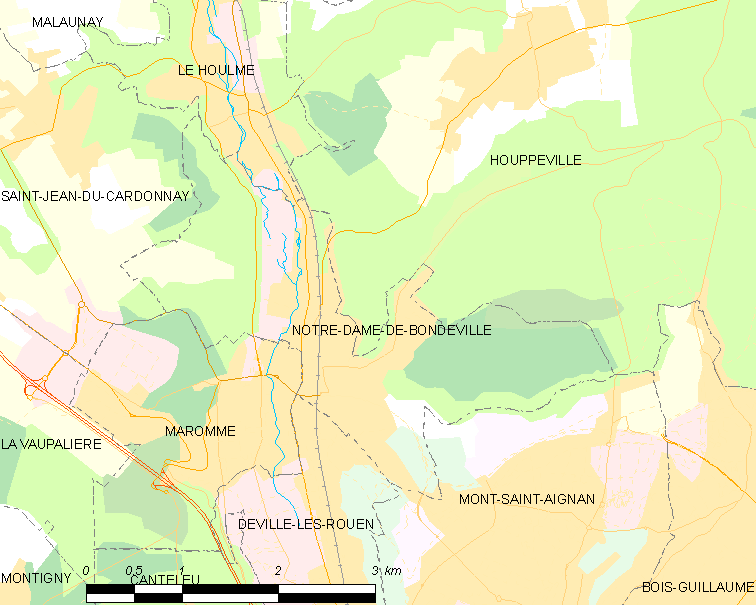
邦德维尔圣母镇的OSM定位图

邦德维尔圣母镇的时区为UTC+01:00、UTC+02:00（夏令时）。

## 行政
邦德维尔圣母镇的邮政编码为76960，INSEE市镇编码为76474。

## 政治
邦德维尔圣母镇所属的省级选区为邦德维尔圣母镇县。

## 人口

1962-2008年间邦德维尔圣母镇人口变化图示

邦德维尔圣母镇于2022年1月1日时的人口数量为7004人。